# Société Marcassus Sport
La Société Marcassus Sport est un distributeur automobile français, créé en 1989 à Tarbes. Désormais, la société se trouve dans la région toulousaine depuis 2006, à Colomiers. L'entreprise est le distributeur de quatre marques anglaises : Lotus Cars, Caterham, Morgan Motor et Zenos. L'effectif est de 8 personnes.

## Historique
- 1989 : Création
- 2006 : La société déplace son activité à Colomiers[1].
- 2007 : Marcassus Sport s'associe au constructeur Caterham[2].
- 2012 : Marcassus Sport et Morgan Motor Company s'entendent pour créer un point de vente Morgan au sein de l'entreprise toulousaine[3],[4].
- Janvier 2014 : Ansar Ali confie à l'entreprise la distribution pour la France de sa marque Zenos Cars[5].
- 2020 : Procédure de sauvegarde [6].
- 2021 : Plan de sauvegarde [6].

## Association à Lotus Cup Europe
- Vice champion d’Europe de la Lotus Cup Europe en 2004 associé au projet de Lotus sport. Marcassus sport participe à des compétitions automobiles[7].
- En 2005, le titre de vice champion d’Europe catégorie « Race » est décroché. Ce titre récompense le meilleur "Team Lotus Cup".

## Partenaire officiel du Team OAK Racing
- OAK Racing décroche un doublé lors des 24 Heures du Mans en 2013 dans la catégorie LMP2. Les Morgan-Nissan no 24 & 35 construites sur le site du Mans par le département constructeur Onroak Automotive se révèlent lors de la 90e édition de la course d’endurance[8].
- La même année, le team OAK Racing remporte les titres de champion (et vice-champion) du Monde FIA d’endurance en LMP2 Équipes et Pilotes, ainsi que le titre de champion LMP2 en Asian Le Mans Séries[9].

### Articles de presse
(juillet 2014).
- Les lotus fleurissent à Colomiers
- Sacha Marcassus gare ses Lotus à Toulouse
- Marcassus Sport éleveur de championnes
- 2 questions à Sacha Marcassus
- Zenos Cars avec Marcassus Sport
- Marcassus Sport distributeur exclusif france Zenos
- Marcassus Sport devient distributeur de Zenos Cars en France
- Première publique pour la Zenos E10 S
- La Zenos Cars E 10 : Des sportives à l'anglaise
- Lotus nomme 9 nouveaux concessionnaires en France
- Marcassus Sport fête le doublé sarthois du OAK Racing
- L'origine de la marque Morgan
- En exclusivité, une voiture pour les "fous du volant"